# Robert F. Singer

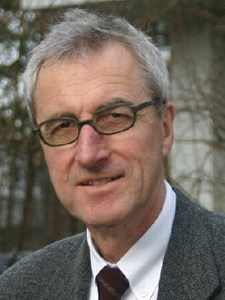
Robert F. Singer

Robert Friedrich Singer (* 17. April 1950 in Jena; † 26. Januar 2019) war ein deutscher Werkstoffwissenschaftler. Er war als Professor Inhaber des Lehrstuhls „Werkstoffkunde und Technologie der Metalle“ an der Friedrich-Alexander-Universität Erlangen-Nürnberg.

## Leben
Robert F. Singer studierte in Erlangen Werkstoffwissenschaften. Nach Promotion und Assistententätigkeit bei Bernhard Ilschner 1979 Wechsel an die Stanford University (Ca., USA), danach Tätigkeit bei ABB in Baden (Schweiz), zuletzt als Leiter der Abteilung Keramik in der Konzernforschung und Koordinator der internationalen Brennstoffzellenaktivitäten des Konzerns. Seit 1991 war Singer Professor für Werkstoffkunde und Technologie der Metalle an der Universität Erlangen-Nürnberg. Er war zudem Sprecher des Vorstands des Zentralinstituts für Neue Materialien und Prozesstechnik, Geschäftsführender Gesellschafter der Neue Materialien Fürth GmbH, Mitglied der Bayerischen Akademie der Wissenschaften und Visiting Professor Department of Aeronautics Imperial College London. In den Jahren 2006/2007 war er Präsident der Federation of European Materials Societies (FEMS) in London.

## Werk
Der Forschungsschwerpunkt Singers war der Zusammenhang zwischen Mikrostruktur und Eigenschaften metallischer Werkstoffe. Seine Arbeit lässt sich im Wesentlichen in drei Bereiche gliedern:
- Entwicklung neuartiger Fertigungsprozesse für Werkstoffe und Formteile (Gießen, Pulvermetallurgie und Beschichtungsprozesse)
- Modellierung dieser Prozesse
- Legierungsentwicklung: Hochtemperatur-Strukturwerkstoffe (Superlegierungen), Leichtmetalle (Aluminium, Magnesium, Komposite, Metallschäume)

Zusammen mit Bernhard Ilschner ist Singer Autor des Lehrbuchs „Werkstoffwissenschaften und Fertigungstechnik“ (ISBN 978-3-642-01733-9).

## Auszeichnungen
- 1985: Georg-Sachs Preis der Deutschen Gesellschaft für Materialkunde
- 1994: Fellow Institute of Materials
- 2002: Aufnahme in den Wissenschaftlich-Technischen Beirat der Bayerischen Staatsregierung
- 2004: Lee Xun Award, Chinese Academy of Science
- 2005: Aufnahme in die Bayerische Akademie der Wissenschaften[2]
- 2010: Heyn-Denkmünze der Deutschen Gesellschaft für Materialkunde
- 2014: Max-Grundig-Gedächtnispreis